# Specifik absorptionsnivå
Specifik absorptionsnivå eller SAR, akronym för Specific Absorption Rate är ett mått på hur stor effekt som maximalt absorberas av huvudet eller kroppen per massenhet, av den strålning som avges från en radiosändare, till exempel en mobiltelefon. Enheten är watt per kilogram. Strålningen är olika i olika riktningar från en antenn, och konstruktionen av antennen spelar stor roll för SAR-värdet. SAR-värdet ger hur mycket effekt som absorberas i den del av kroppen som absorberar mest effekt, och är alltså inte ett värde på total mängd absorberad effekt i kroppen.
Gränsvärderna för utstrålning från mobil, basstationer och annan teknisk utrustning regleras av Statens Strålskyddsinstituts författning FS 2002:3 och är avsedda att skydda mot termiska skador. För apparater som hålls i handen så gäller gränsvärdena att den del av kroppen som absorberar mest, dvs. blir varmast, skall ha ett SAR-värde under en viss gräns. De europeiska normerna anger 2 watt per kilo, uppmätt i den 10 gram vävnadskub som har maximal absorption, medan den amerikanska normen sätter gränsen vid 1,6 watt per kilo uppmätt i en 1 gram vävnadskub. Bakgrunden för gränsvärdena är att ögonlinser skadas (man riskerar att utveckla grå starr) vid långvarig exponering av strålningen 100 watt per kilo, och för extra säkerhet har SAR-värdet valts femtio gånger lägre.
För basstationer och annan teknisk utrustning tar man hänsyn till att hela kroppen absorberar strålning. Gränsvärderna är härledda från SAR-värden, och mäts i intensitet, exempelvis 4,5 watt per kvadratmeter och 41 volt per meter (GSM-900), samt 9 watt per kvadratmeter och 61 volt per meter (GSM-1800), som är normen i Sverige. 